# NGC 6888
Az NGC 6888 (más néven Caldwell 27 vagy Sarló-köd) egy diffúz köd a Cygnus (Hattyú) csillagképben.

## Felfedezése
A ködöt William Herschel fedezte fel 1792. szeptember 15-én.

## Tudományos adatok

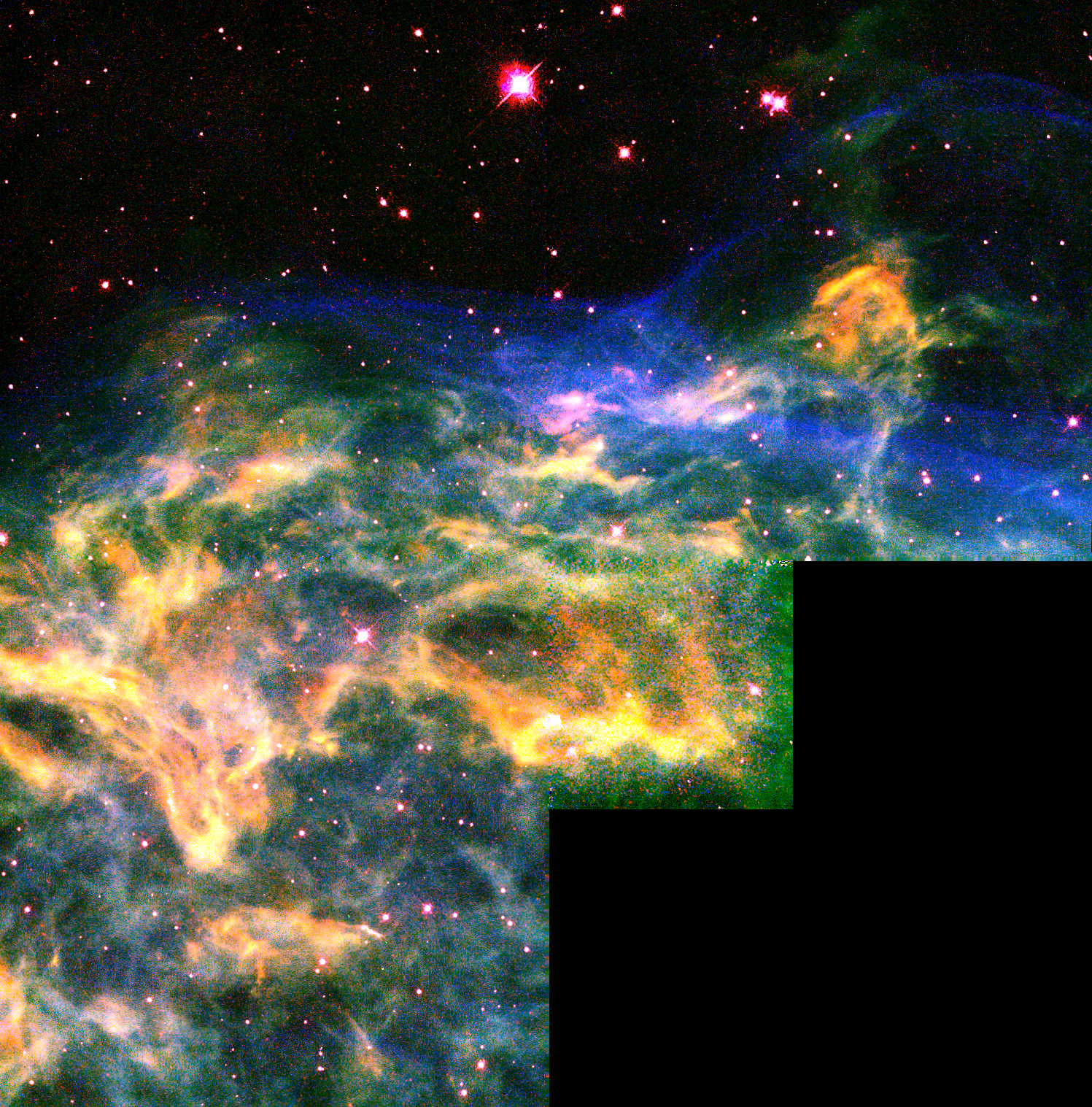
A sárgászöld részek a kifelé mozgó lökéshullám eredménye (zöld filamentumszerkezet), a kék részek a befelé mozgó lökéshullám által több millió fokra hevült anyag

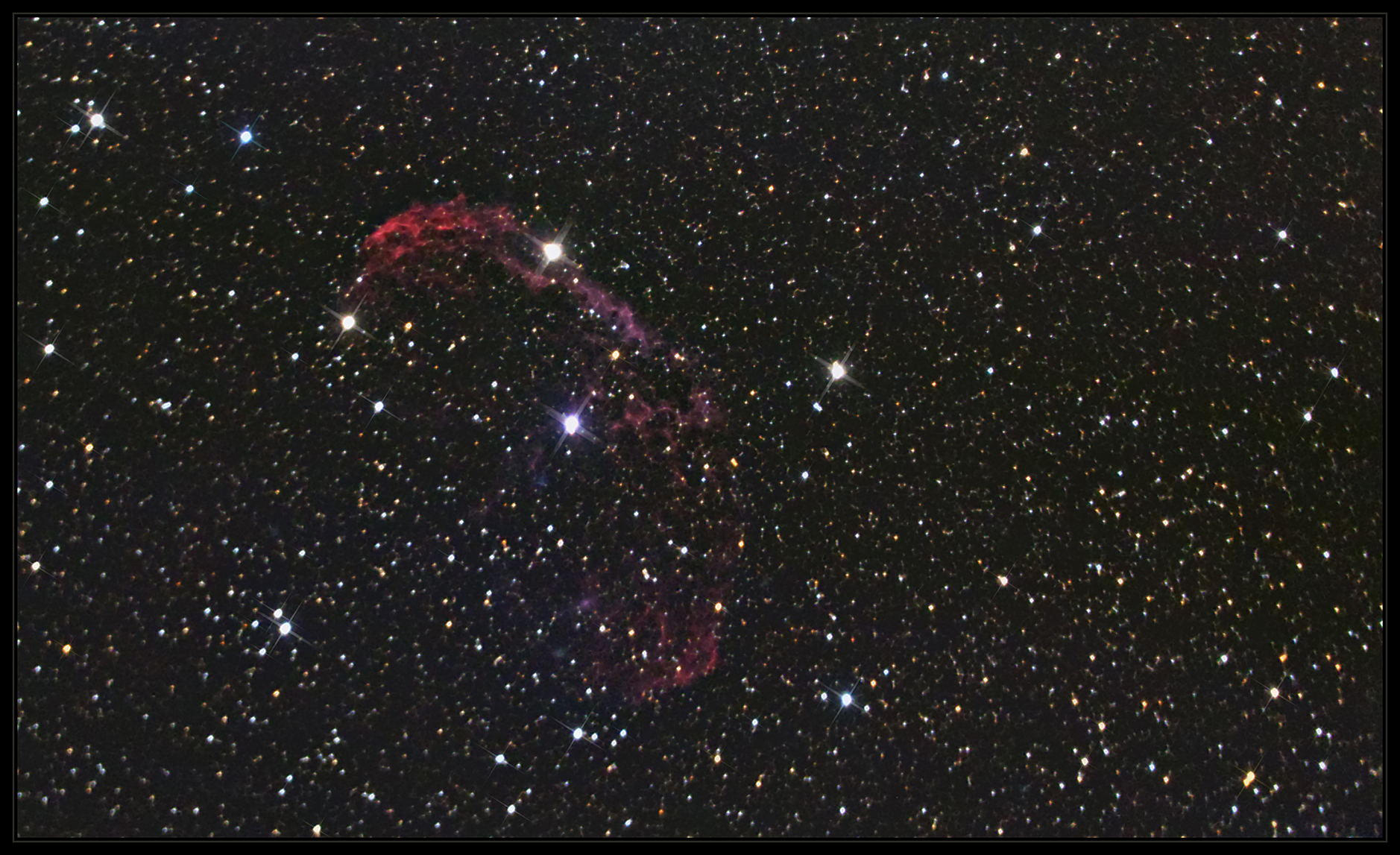
A képet egy amatőrcsillagász készítette egy 20 cm-es távcsővel

Az óriási gázködöt a WR 136 (HD192163) jelölésű úgynevezett Wolf–Rayet-csillag anyagát tartalmazza. A WR 136 nagyon rövid idő alatt, 4,5 millió év alatt elindult a szupernóvává válás útján. Először elkezdett felfújódni (vörös óriás állapot), s mintegy 30 000 km/h sebességgel lökte el magától az anyagát. További 200 000 év elteltével a szabaddá vált belső részek nagyon erős sugárzása a csillag körüli gázt elkezdte kifelé nyomni magából körülbelül 5 millió km/h sebességgel. Ez a nagyobb sebességű csillagszél viszonylag hamar utolérte a vörös óriás állapotban kilökődött sokkal lassabb anyagot. Az ütközés két lökéshullámot keltett. Az egyik lökéshullám kifele mozgott létrehozva a zöld filamentumszerkezetet, a másik befelé, röntgensugárzásra késztetve az anyagot (kék rész). A WR 136 minden bizonnyal 100 000 éven belül szupernóvává válik.

## Megfigyelési lehetőség
Egy 20 cm-es amatőrcsillagász távcsővel már nagyon szépen megfigyelhető.